# Великая мечеть Алеппо
Великая мечеть Алеппо (араб. جامع حلب الكبير‎ — Джами’ Халаб аль-кабир) или Мечеть Омейядов Алеппо (Масджид аль-Умайя би Халаб) является крупнейшей и старейшей мечетью города Алеппо в Сирии. В мечети XIII века периода мамлюков только сельджукскому минарету 1090 лет. Она расположена в «районе аль-Джаллум» старый город, внесенный в список Всемирного наследия ЮНЕСКО, недалеко от входа на рынок Аль-Мадина. Предположительно, здесь находится могила Захарии, отца Иоанна Крестителя, которые почитаются как в христианстве, так и в исламе. Мечеть была построена в начале VIII века нашей эры. Однако нынешнее здание датируется XI–XIV веками. Минарет мечети был построен в 1090 году и был разрушен во время боевых действий в ходе гражданской войны в Сирии в апреле 2013 года.

## История
На месте Великой мечети когда-то была агора эллинистического периода, которая позже стала садом для собора в честь Елены Равноапостольной в христианскую эпоху римского владычества в Сирии.
Мечеть была построена на земле, которая раньше использовалась как кладбище при соборе. Сама церковь была временно оставлена, и этот район стал священным местом для обеих религий. Согласно более поздним традициям, строительство самой ранней мечети на этом месте было начато Омейядским халифом аль-Валидом I в 715 году и завершено в 717 году его преемником Сулейманом ибн Абд аль-Маликом. Историк архитектуры К. А.К. Кресуэлл приписывает её строительство исключительно последнему, цитируя алеппского историка XIII-го века Ибн аль-Адима, который писал, что целью Сулеймана было «сравнять её с творением своего брата аль-Валида Великой мечетью в Дамаске». Другая традиция утверждает, что аль-Валид основал мечеть, используя материалы так называемой «церкви Куррус».
Однако историк архитектуры Джере Л. Бакарах отметил, что наиболее вероятным инициатором строительства мечети был Маслама ибн Абдул-Малик, брат аль-Валида и Сулеймана, который был губернатором местной провинции Джунд Киннасрин где-то до 710 года, по крайней мере, до раннего периода правления Сулеймана. Соответственно, это объясняет предположение о том, что строительство мечети происходило во времена правления обоих халифов. Более того, ранние арабские историки в значительной степени игнорировали правление Масламы в Киннасрине, сосредоточив своё внимание на его кампаниях против Ромейской империи и армян, а также на его наместничестве в провинциях Ирак, Иранский Азербайджан, Верхняя Месопотамия и Армения. Бахарах далее утверждает, что строительство Масламой Большой мечети в Алеппо, главной базы для нападения на ромеев, было бы «уместным, если не необходимым».
Во второй половине XI века Мирдасиды, контролировавшие Алеппо, построили во дворе мечети однокупольный фонтан. В северо-западном углу мечети находится 45-метровый минарет, построенный мусульманином-шиитом кади (исламским судьёй) Алеппо Абу-ль Хасаном Мухаммедом в 1090 году во время правления сельджукского губернатора Ак-Сункура аль-Хаджиба. Его строительство было завершено в 1094 году, во времена правления Тутуша. Архитектором проекта был Хасан ибн Муфаррадж аль-Сармини.

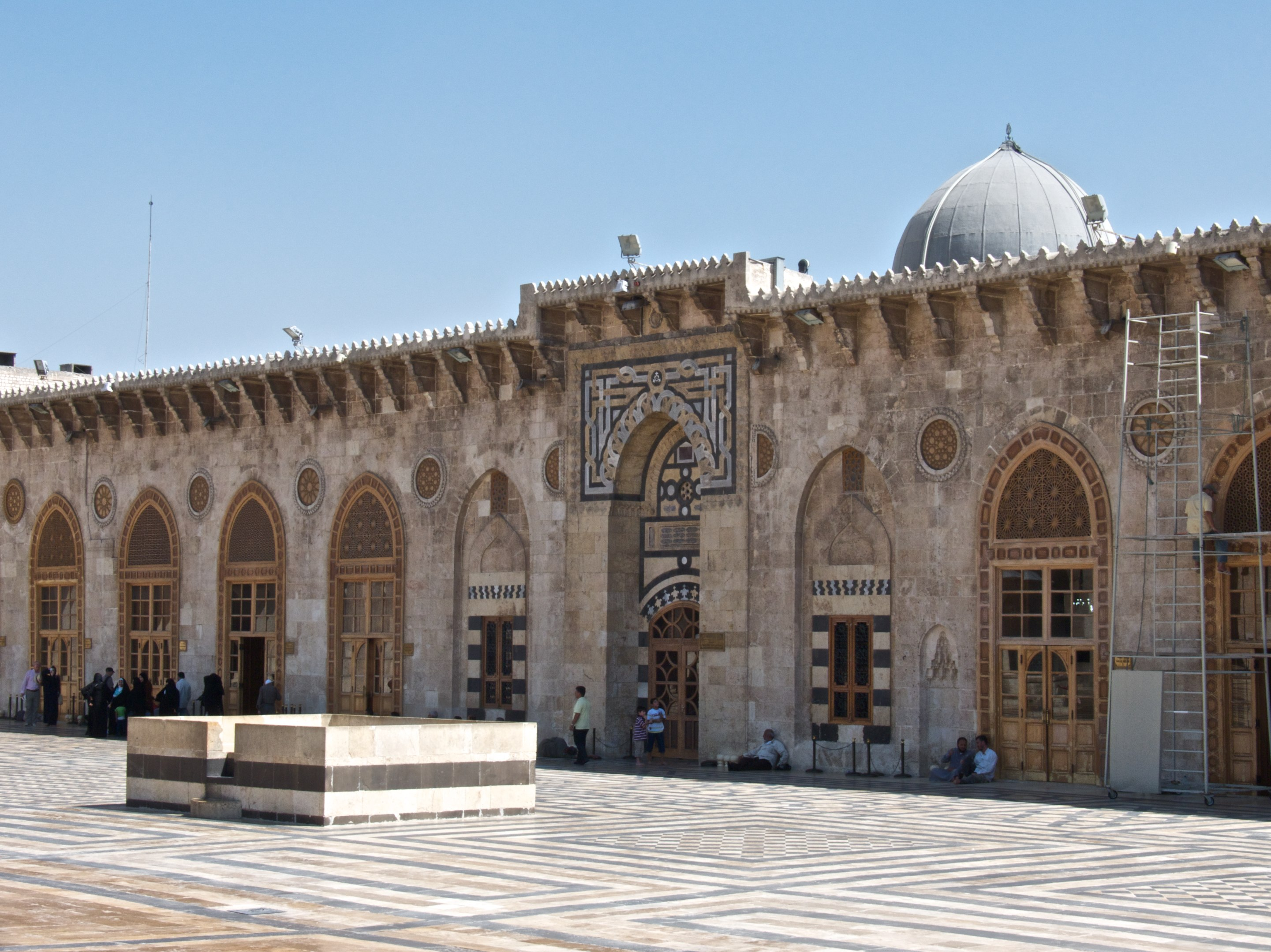
Внутренний фасад со стороны двора.

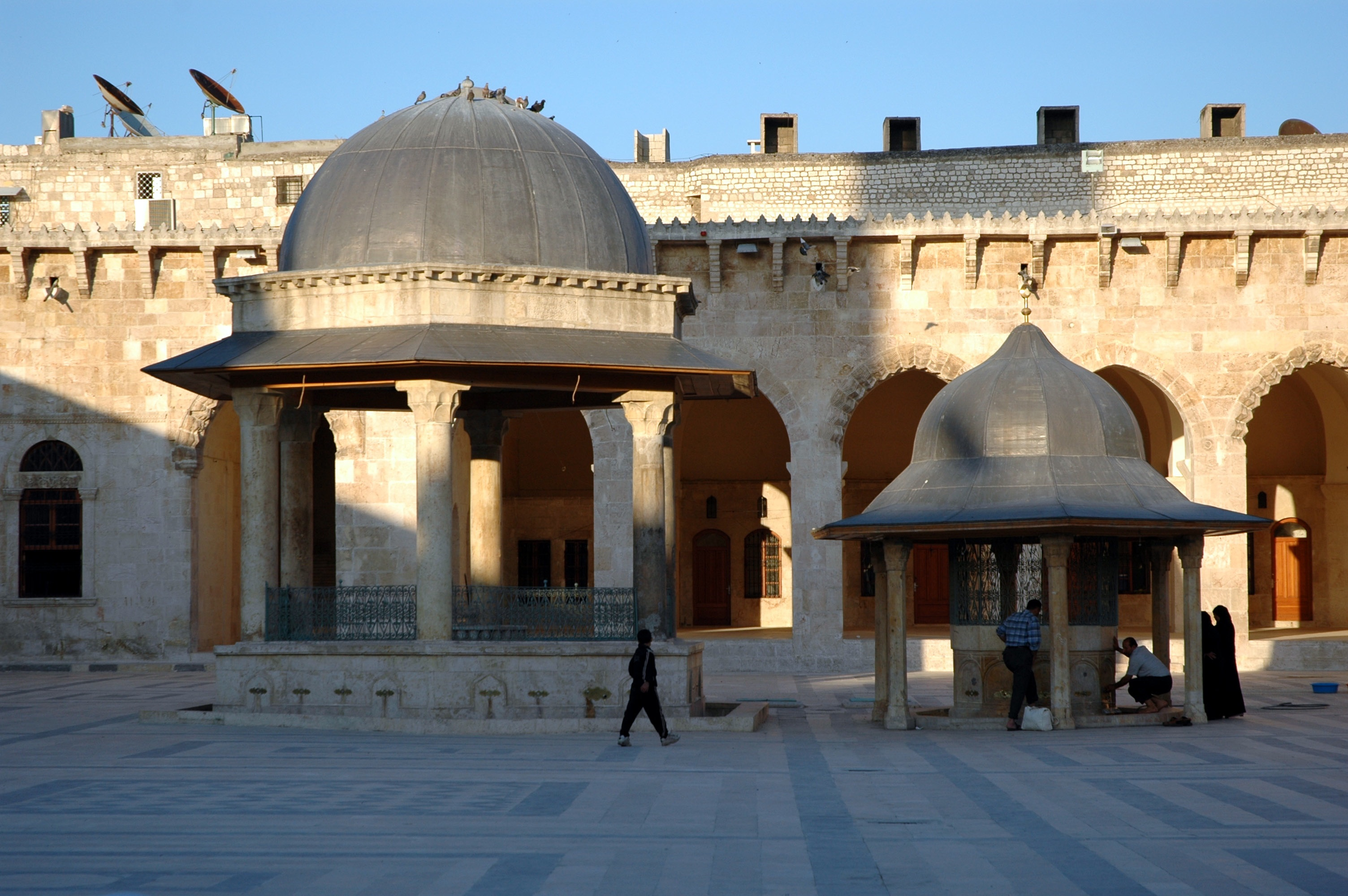
Внешний вид мечети.

Мечеть была восстановлена и расширена эмиром Зенгидов Нур ад-Дином в 1159 году после сильного пожара, уничтожившего более раннее сооружение Омейядов. В 1260 году мечеть была разрушена монголами. В 1281 году мечеть снова была сожжена монголами, а минбар, согласно Аль-Муфаддалю, захватили киликийские армяне.
Во времена мамлюков (1260–1516 гг.) был произведён ремонт и переделка здания. Весь минарет украшали резные куфические надписи и насхи, а также чередующиеся с полосами стилизованным орнаментом в стиле сотового свода. Султан Аль-Мансур Калаун заменил сгоревший михраб (нишу, указывающую на киблу, или направление на Мекку) в 1285 году. Позже, во время своего правления, султан Ан-Насир Мухаммад I (1293–1341 гг.) приказал построить новый минбар.
Внутренний двор и минарет мечети были отремонтированы в 2003 году.
13 октября 2012 года мечеть была серьёзно повреждена во время столкновений между вооруженными формированиями Свободной сирийской армии и Сирийской арабской армии. Тогдашний президент Сирии Башар Асад издал указ о создании комитета по ремонту мечети к концу 2013 года.
Мечеть была захвачена силами повстанцев в начале 2013 года, и по состоянию на апрель 2013 года находилась в зоне ожесточённых боёв, а правительственные войска дислоцировались в 200 метрах от неё.

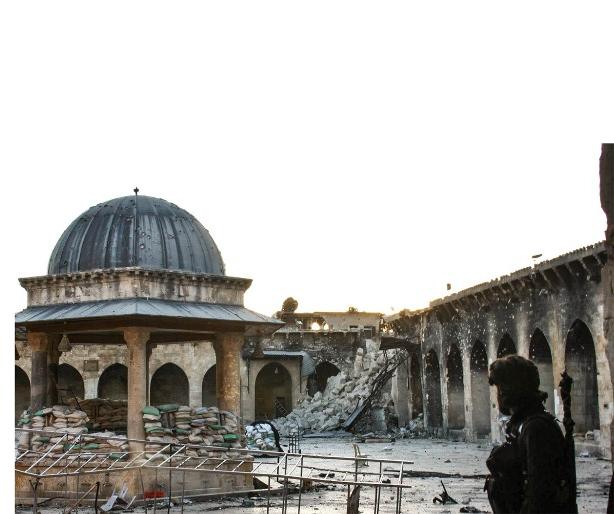
Мечеть в 2013 году, после разрушения минарета.

24 апреля 2013 года минарет мечети был превращён в руины во время перестрелки из тяжёлого вооружения между правительственными войсками и повстанцами во время продолжающейся гражданской войны в Сирии. Сирийское арабское информационное агентство сообщило, что члены группировки Джабхат ан-Нусра взорвали взрывчатку внутри минарета, в то время как активисты оппозиции заявили, что минарет был разрушен танковым огнём сирийской правительственной армии в ходе наступления. Опровергая утверждения государственных СМИ о причастности Джабхат ан-Нусры, оппозиционные источники описали их как повстанцев из бригад «Таухид», которые сражались с правительственными войсками вокруг мечети. Главный политический блок оппозиции, Сирийская национальная коалиция, осудил разрушение минарета, назвав это «несмываемым позором» и «преступлением против человеческой цивилизации». Сирийцы пытаются восстановить это место при небольшой международной помощи.

## Архитектура
Великая мечеть построена вокруг огромного двора, который соединяет различные области и минареты мечети. Двор известен своей черно-белой каменной мостовой, которая формирует сложные геометрические фигуры. Во дворе расположены два фонтана.

## Разрушения 2012—2013 годов
- В октябре 2012 года мечети Омейядов Алеппо был причинен серьёзный ущерб. В ходе гражданской войны в Сирии правительственная армия предприняла штурм древнего храма, в котором укрылись вооружённые оппозиционеры. Сирийская армия подвергла мечеть артобстрелу и вернула контроль над храмом. В результате в мечети возник пожар. Сирийские власти пообещали восстановить мечеть до конца 2012 года[21].
- В конце февраля 2013 года боевики антиправительственных сил взорвали южную стену Великой мечети[22][неавторитетный источник].
- В конце апреля 2013 года в ходе боёв между повстанцами и правительственными войсками был уничтожен единственный минарет мечети[23].

## Список всемирного наследия ЮНЕСКО
Великая мечеть Алеппо и прилегающий к ней старый рынок находятся в списке всемирного наследия ЮНЕСКО.

## Галерея

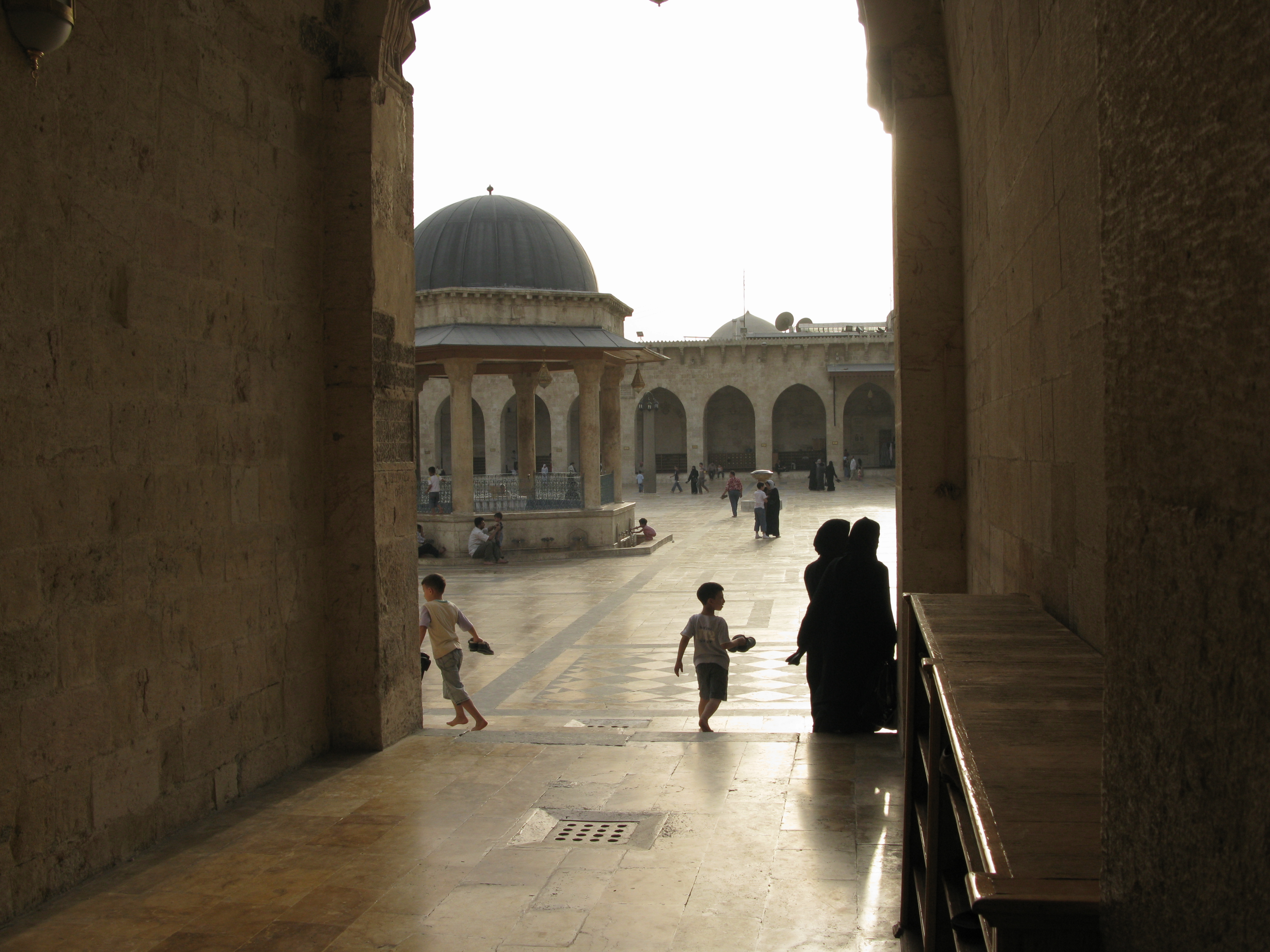
Главный вход
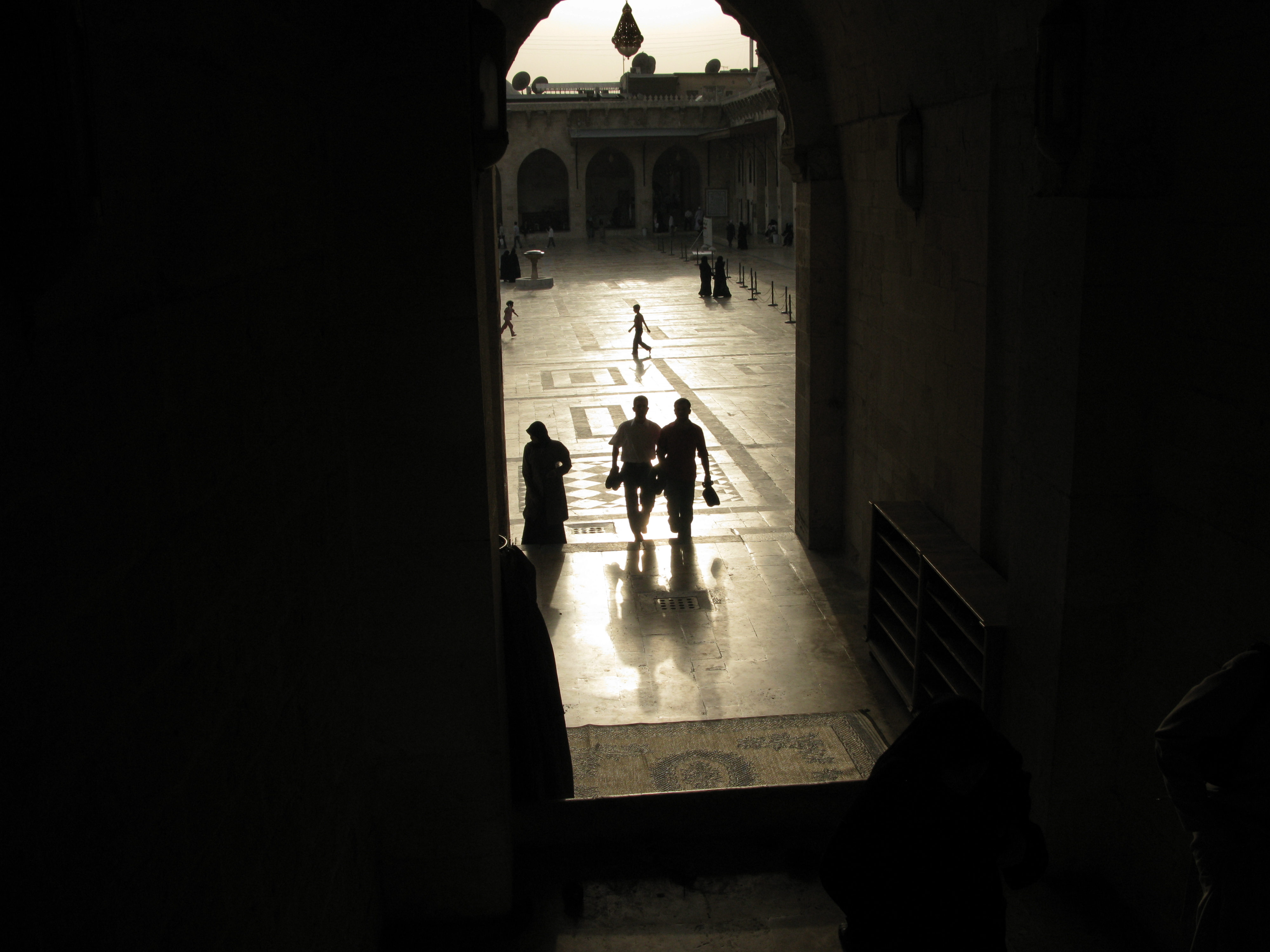
Главный вход
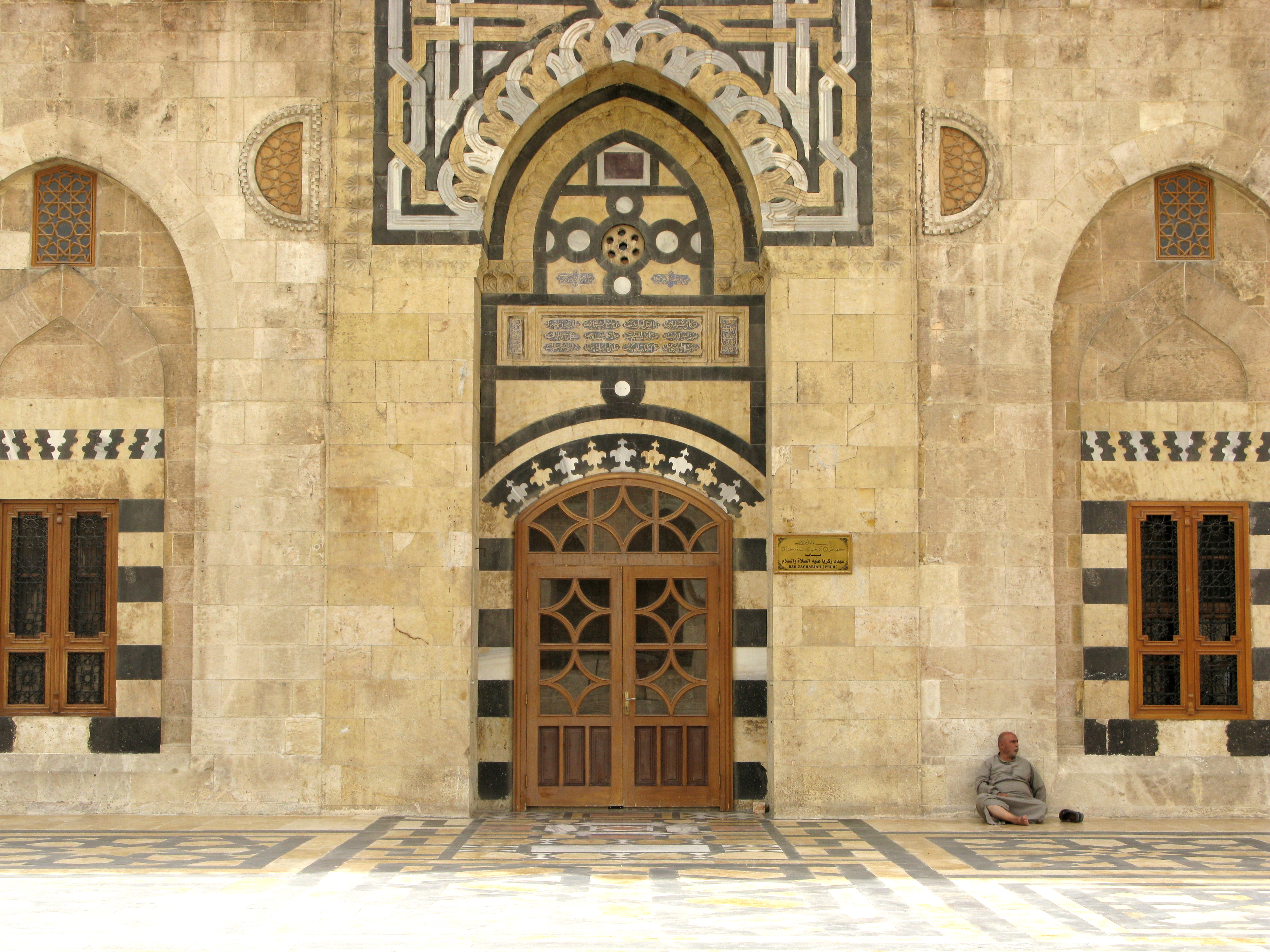
Исламские орнаменты на фасаде
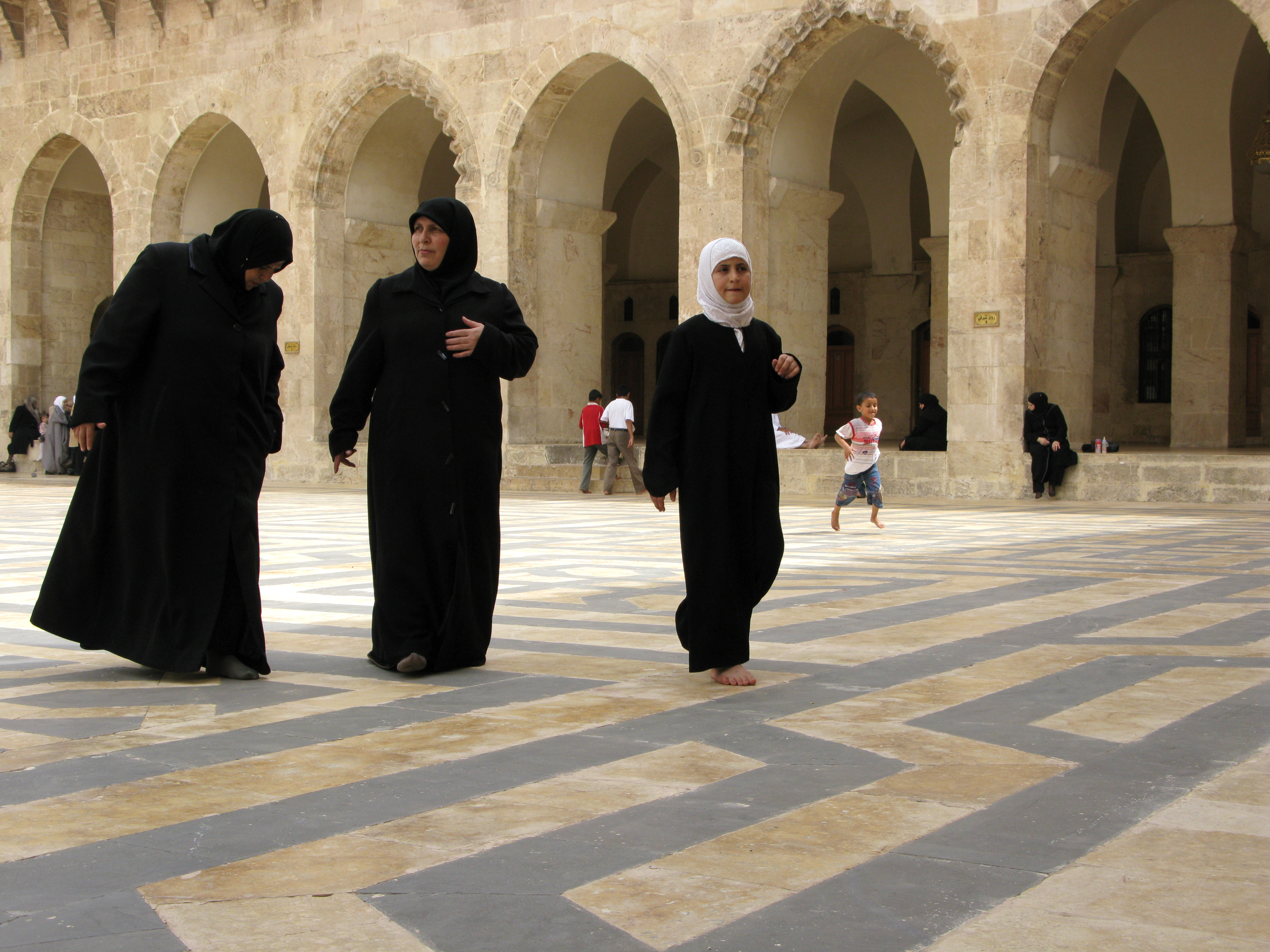
Посетители во дворе мечети
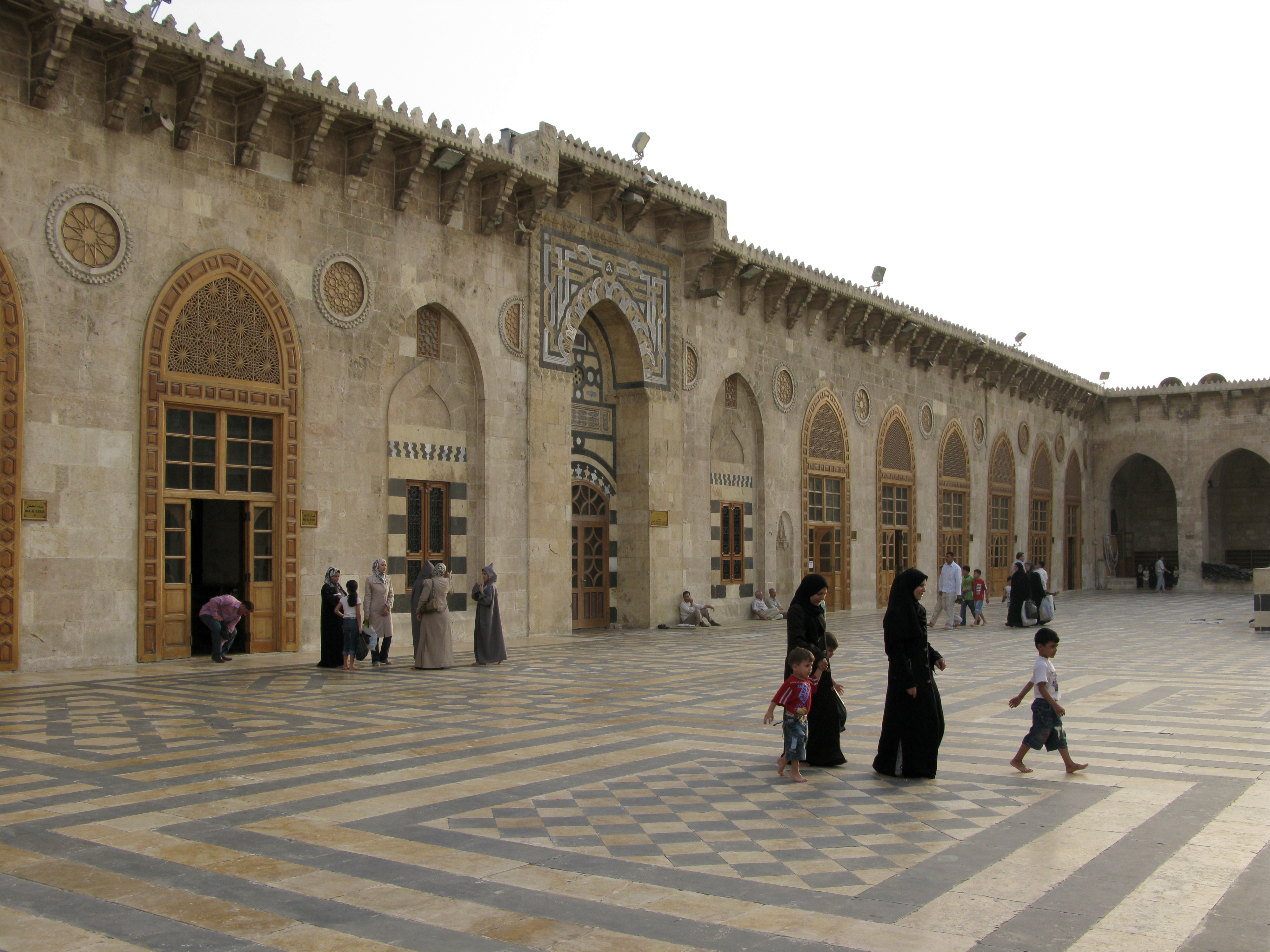
Двор и стены
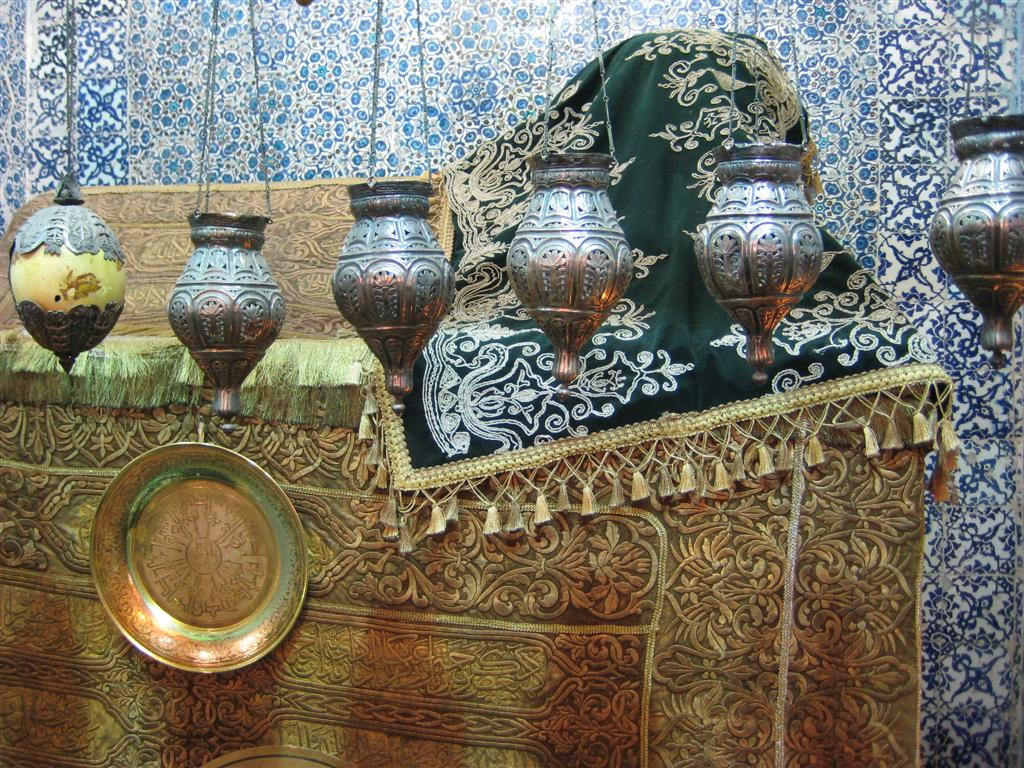
Усыпальница пророка Закарии
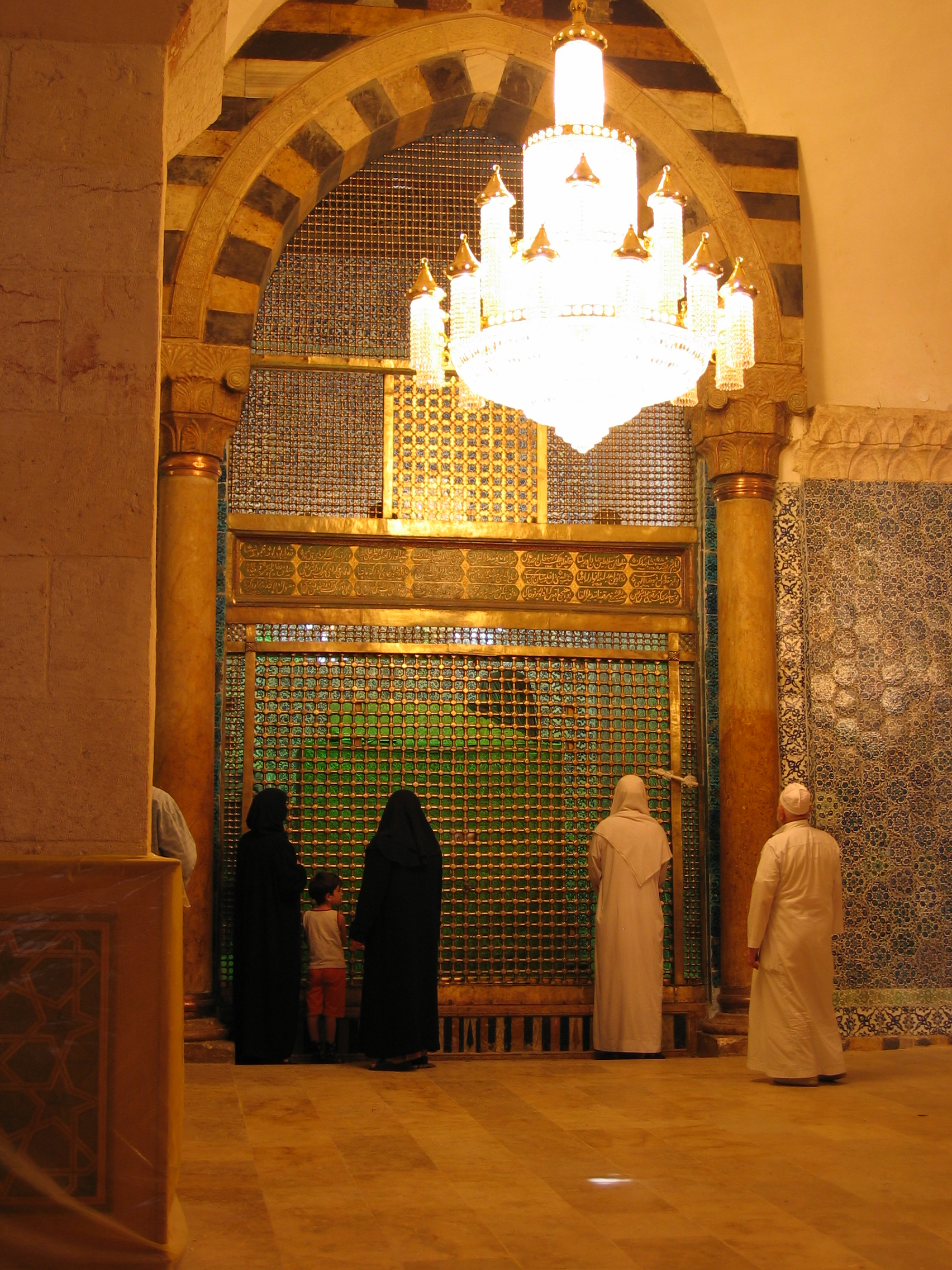
Усыпальница пророка Закарии
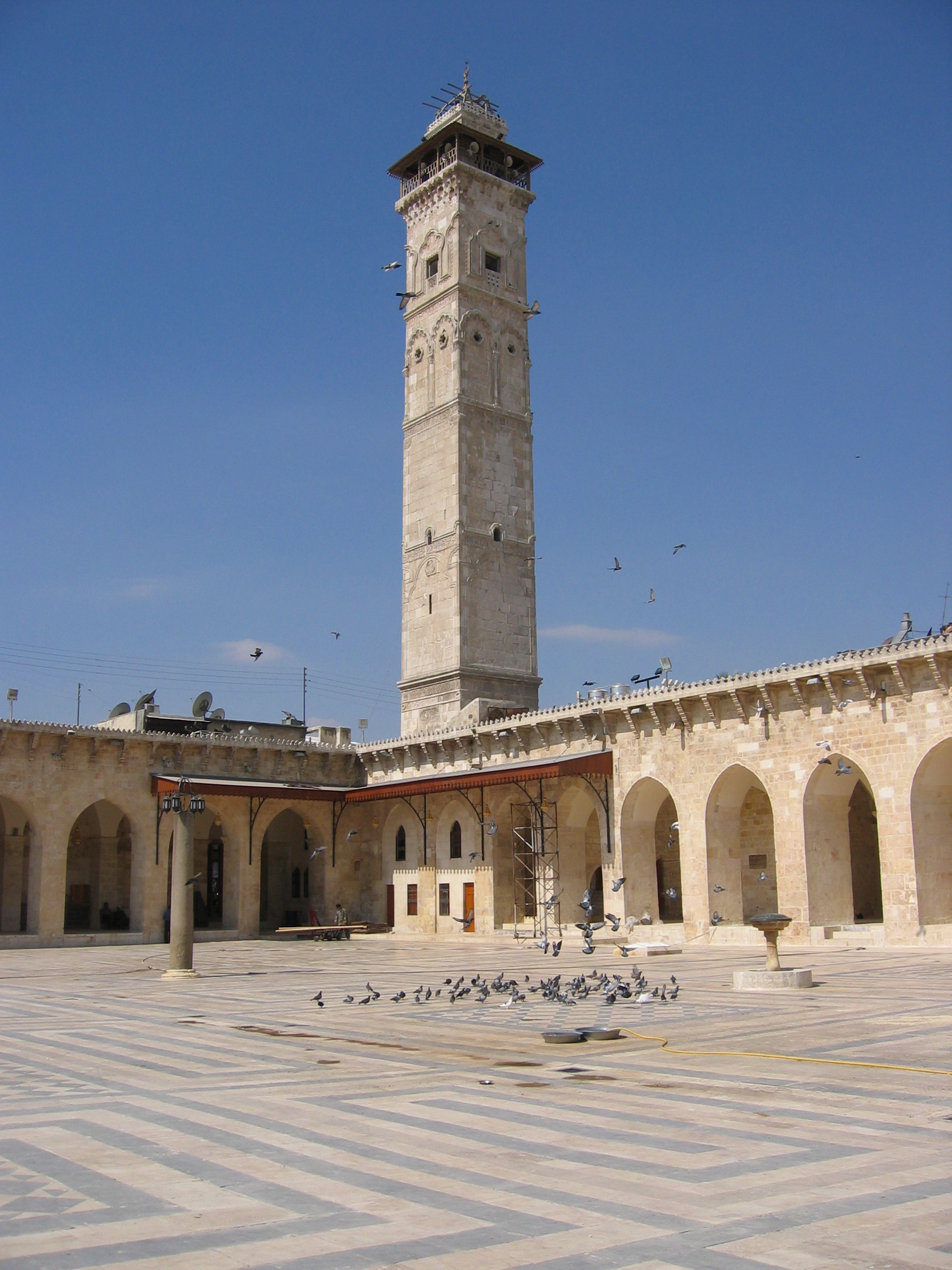
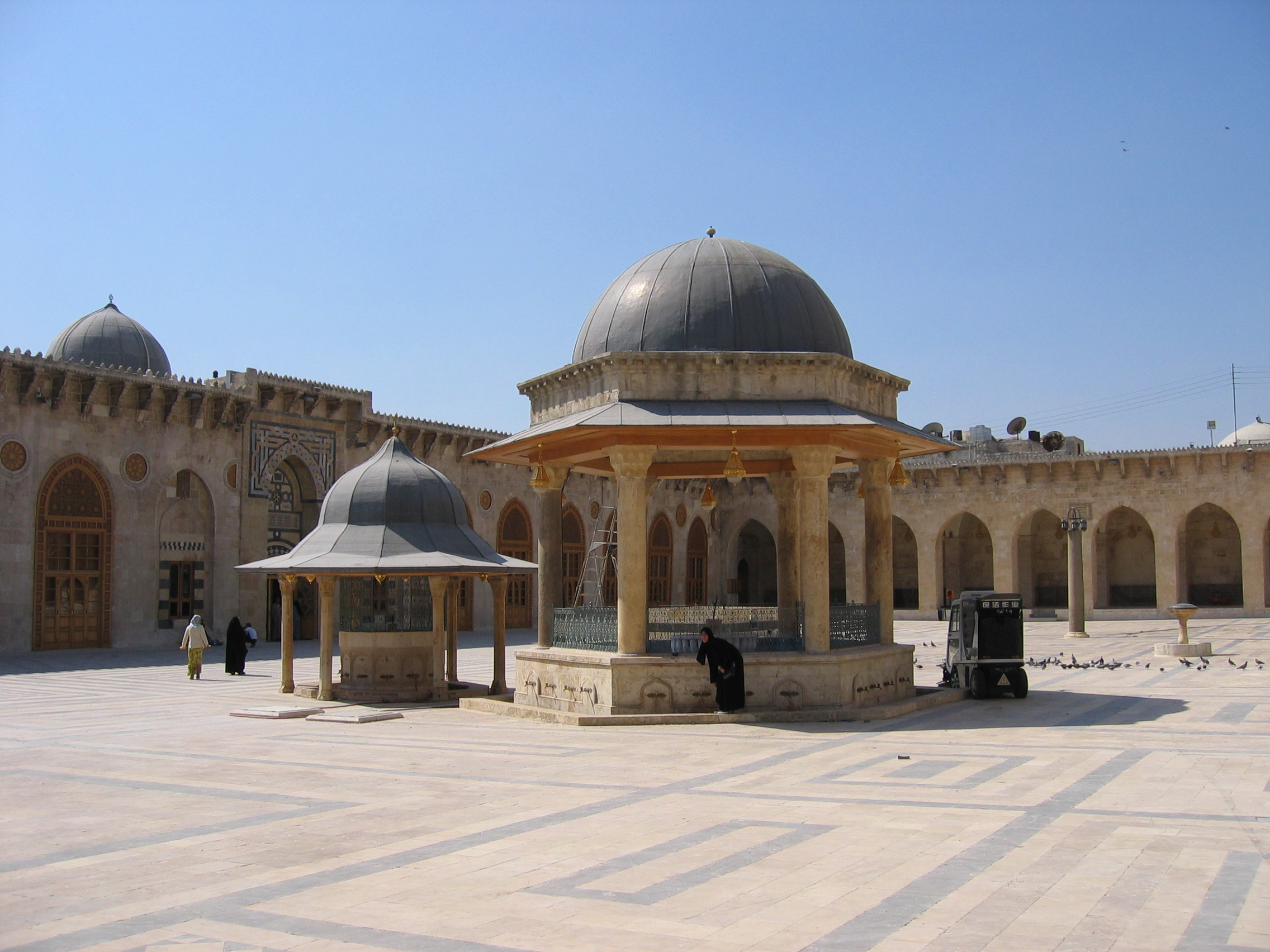
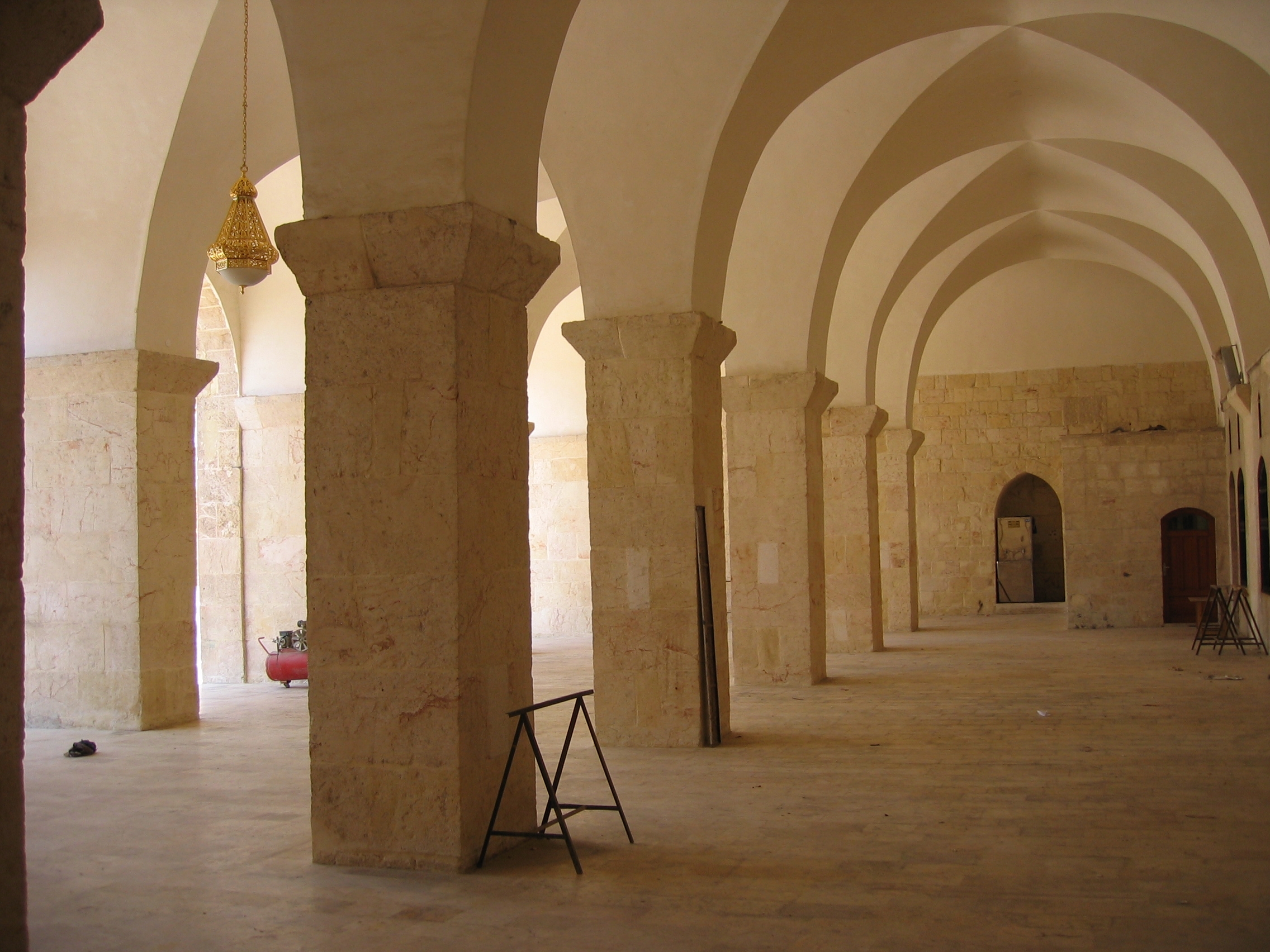
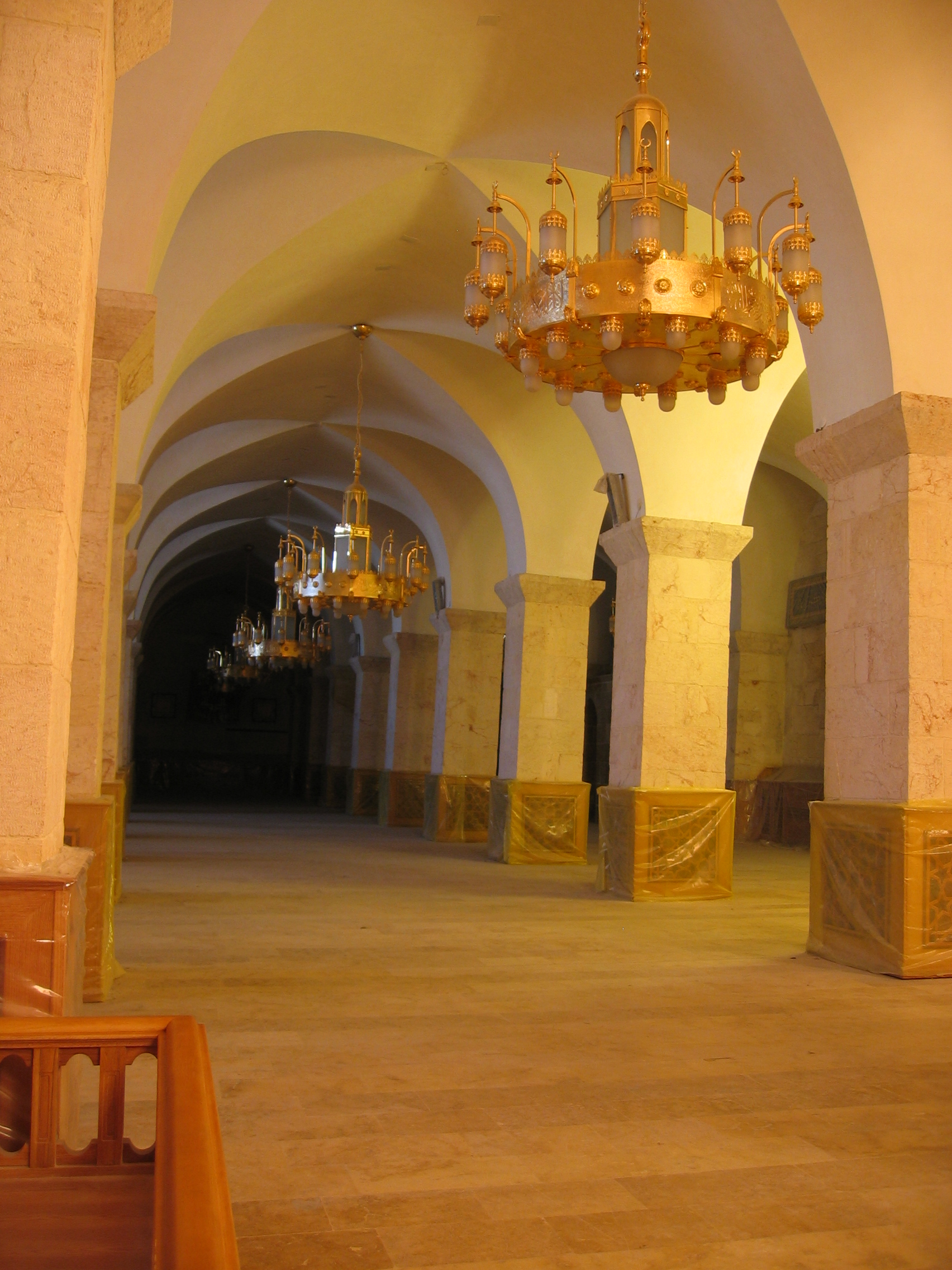
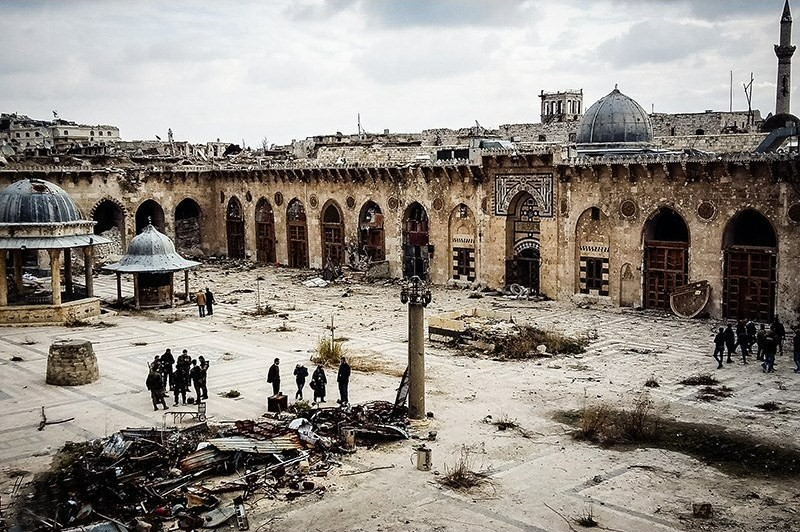
Разрушения 2016 года